# Lupinus poopoensis
Lupinus poopoensis (Lupinus polyphyllus Lindl.) — вид квіткових рослин родини бобових (Fabaceae).

## Поширення
Вид поширений в Болівії. Він росте в основному в гірському тропічному біомі.